# Makdha
Makdha (în arabă مكضة) este o comună din provincia Mascara, Algeria.
Populația comunei este de 5.235 de locuitori (2008).